# Deputazione del Regno di Sicilia
La Deputazione del Regno di Sicilia era un organismo politico-amministrativo del Regno di Sicilia, composto da 12 membri eletti per 4 anni. I componenti venivano eletti 4 per ciascuno dei 3 Bracci del Parlamento siciliano: quello militare (baroni titolari di feudi abitati), quello ecclesiastico (prelati titolari di benefici di regio patronato) e quello demaniale (formato dai rappresentanti delle città demaniali). La sua produzione, relativamente al periodo dal 1547 al 1813, è conservata presso l'Archivio di Stato di Palermo.

## Storia
Istituita nel XV secolo occasionalmente e per compiti specifici, man mano la Deputazione divenne un organismo stabile con lo scopo di vigilare, in nome e per conto dell'aristocrazia siciliana, su privilegi e prerogative del Regno. Restava in carica tra una sessione del parlamento e l'altra. Ebbe però anche il compito di distribuire il carico fiscale sulle città e le terre del Regno, sulla base delle delibere del Parlamento e dei dati tratti dai riveli di beni e anime (censimenti)  indetti quando si riteneva che aumenti o diminuzioni di popolazione e di ricchezza richiedessero la modifica della tassazione; ebbe la gestione diretta di alcuni donativi (cavalleria, poi eliminata, torri e ponti).

Dal censimento del 1651 ebbe anche il compito di accertare la capacità fiscale desumibile dai censimenti, detti "riveli", in precedenza rientranti nelle prerogative del Tribunale del Real Patrimonio (prima del 1569 Magna Curia dei Maestri Razionali), una sorta di Ragioneria Generale dello Stato.

Per quanto riguardava la gestione e l'amministrazione delle strade, dei ponti, e del sistema delle Torri costiere della Sicilia, essa agiva direttamente, o attraverso affidatari, in genere dell'aristocrazia o del notabilato locale. Di queste ne aveva in carico 45 al tempo del marchese di Villabianca, che ne riferisce nei suoi Diari Palermitani.

La sua produzione, relativamente al periodo dal 1547 al 1813, è conservata presso l'Archivio di Stato di Palermo.